# Dupeljevo
Dupeljevo (en serbe cyrillique : Дупељево) est un village de Serbie situé sur le territoire de la Ville de Vranje, district de Pčinja. Au recensement de 2011, il comptait 26 habitants.

## Démographie
| 1948 | 1953 | 1961 | 1971 | 1981 | 1991 | 2002 | 2011 |
| ---- | ---- | ---- | ---- | ---- | ---- | ---- | ---- |
| 102  | 115  | 137  | 113  | 85   | 71   | 55   | 26   |

|  |